# 圣嘉勒堂 (罗马)
圣嘉勒堂（義大利語：Chiesa di Santa Chiara a Vigna Clara）是一座罗马天主教教堂，位于意大利罗马Della Vittoria区 piazza dei Giuochi Delfici广场。供奉亚西西的嘉勒。堂区由枢机主教Clemente Micara创建于1959年。建筑师Alberto Ressa。1969年保禄六世封为领衔堂区，为枢机主教驻地。现任枢机司铎为波黑籍的温科·普利奇（1994 –）。